# Laua-an
Laua-an (Bayan ng Laua-an) är en kommun i Filippinerna. Kommunen ligger på ön Panay, och tillhör provinsen Antique. Folkmängden uppgår till 26 072 invånare år 2015.

## Barangayer
Laua-an är indelat i 40 barangayer.
| - Banban - Bongbongan - Cabariwan - Cadajug - Canituan - Capnayan - Casit-an - Guinbanga-an - Guiamon - Guisijan - Igtadiao - Intao - Jaguikican - Jinalinan | - Lactudan - Latazon - Laua-an - Leon - Liberato - Lindero - Liya-liya - Lugta - Lupa-an - Magyapo - Maria - Mauno - Maybunga | - Necesito (Paniatan) - Oloc - Omlot - Pandanan - Paningayan - Pascuala - Poblacion (Centro) - San Ramon - Santiago - Tibacan - Tigunhao - Virginia - Bagongbayan |